# Eifelland

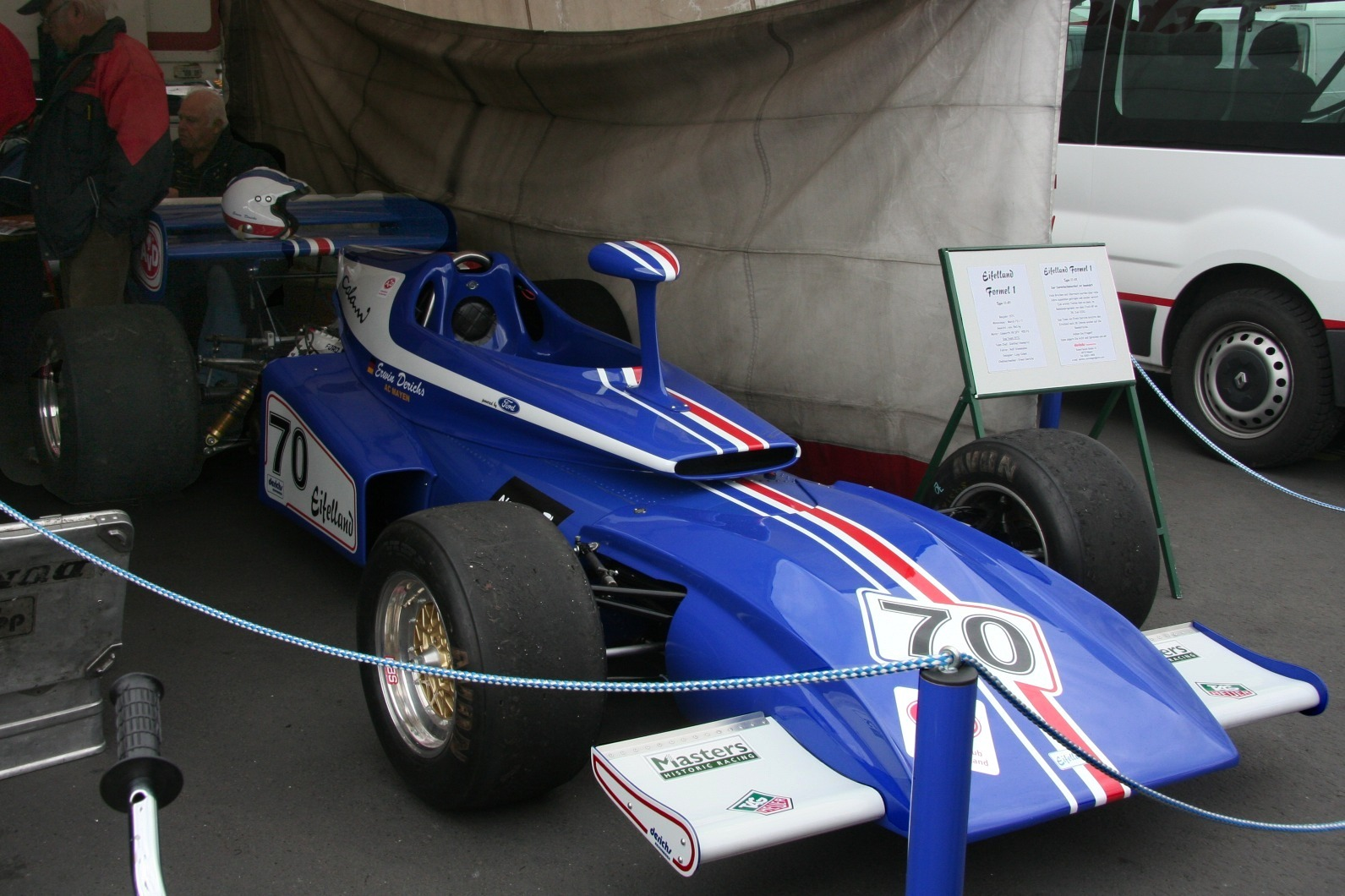
O Eifelland-March E21.

Eifelland foi uma equipe alemã de Fórmula 1, nomeada em homenagem à empresa de manufatura de carroceria alemã, de propriedade do empresário Günther Hennerici. Hennerici possuía um negócio bem sucedido e no começo viu a corrida como uma grande possibilidade de anunciar seu produto. 
O nome Eifelland foi escolhido após as montanhas Eifel onde Hennerici nasceu, que estão localizados perto do Nürburgring.
Eifelland só participou do Campeonato do Mundo de Fórmula 1 da FIA na temporada de Fórmula 1 de 1972. Seu piloto era o alemão Rolf Stommelen, entretanto os dois sofreram desacordos durante a temporada e romperam o acordo.
O carro foi baseado no March 721, redesenhado pelo designer alemão Luigi Colani com estilo aerodinâmico arredondado. O carro caracterizou-se por ter uma entrada de ar e por um único espelho retrovisor montado na frente do cockpit. 
Contudo, Problemas de superaquecimento, downforce e confiabilidade forçaram a equipe substituir alguns dos projetos de Colani com as peças originalmente projetadas da March.
Seu melhor resultado nas oito corridas que disputou foi um 10° lugar, conquistado nos GP's de Mônaco e da Inglaterra.